# Dietmar Constantini
Dietmar Constantini, detto Didi (Innsbruck, 30 maggio 1955 – Innsbruck, 18 dicembre 2024) è stato un calciatore e allenatore di calcio austriaco, di ruolo difensore o centrocampista.

## Carriera

### Giocatore
Esordì in Bundesliga nel 1975 con la maglia del Wacker Innsbruck, con cui vinse un campionato e una coppa nazionale. Trasferitosi prima al LASK Linz, e poi in Grecia nel Kavala, torna in Austria per vestire le maglie di SPG Innsbruck, Union Wels, FavAC e Wiener Sport-Club prima di ritirarsi nel 1987 e contemporaneamente iniziare la carriera da allenatore.

### Allenatore
Inizia in Arabia Saudita con l'Al-Ittihad, dove resta due anni. Nel 1989 è chiamato al Rapid Vienna come allenatore in seconda, e rimane ad Hütteldorf per tre anni. Nel 1991 diviene quindi allenatore della Nazionale Under-21, e poi brevemente allenatore ad interim di quella maggiore, una prima volta nello stesso 1991 e poi ancora l'anno successivo, dopo una parentesi come vice di Ernst Happel. Inattivo, nel 1993 allena il LASK Linz e poi, fino al 1995, l'Admira/Wacker. Passa al Tirol Innsbruck e quindi, nel 1997, in Germania al Mainz, in 2. Bundesliga.
Nuovamente vice allenatore della Nazionale tra il 1999 ed il 2001, allena l'Austria Vienna per una stagione, portandola alla qualificazione in Coppa UEFA, poi allena il Kärnten e, in due distinti periodi, il Pasching, sempre in Bundesliga. Ancora ai violette nel 2008, ingaggiato ad interim dal 19 marzo fino a fine stagione.
Il 4 marzo 2009 diviene C.T. della Nazionale, sostituendo Karel Brückner, e concludendo al terzo posto il girone di qualificazione al Mondiale 2010. Visti i buoni risultati conseguiti, la federazione gli rinnova l'incarico per le qualificazioni europee 2012.
Il 13 settembre 2011 si dimette da CT della Nazionale austriaca lasciando la panchina momentaneamente a Willi Ruttensteiner. Dal 1º novembre viene sostituito da Marcel Koller.

## Palmarès

### Giocatore
- Campionato austriaco: 1

Wacker Innsbruck: 1976-1977
- Coppa d'Austria: 1

Wacker Innsbruck: 1977-1978